# Schrägscheibenmaschine
Eine Schrägscheibenmaschine ist ein Gerät, welches in der Hydraulik als Axialkolbenpumpe zur Umsetzung mechanischer Energie (Drehmoment, Drehzahl) in hydraulische Energie (Volumenstrom, Druck) oder als Axialkolbenmotor zur Umsetzung von hydraulischer Energie (Volumenstrom, Druck) in mechanische Energie (Drehmoment, Drehzahl) eingesetzt werden. Nach der Systematik des Hydraulikkonstrukteurs und -pioniers Hans Molly wird die Schrägscheibenmaschine auch als MZ-Maschine bezeichnet.

## Funktionsweise

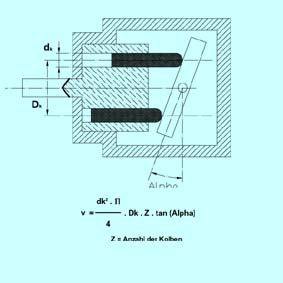
Prinzipieller Aufbau

Pumpen und Motoren sind im Aufbau ähnlich. Wie alle Axialkolbenmaschinen besitzt auch die Schrägscheibenmaschine ein mit der Antriebswelle fest gekoppeltes Drehteil mit darin befindlichen Zylinderbohrungen, in denen die Kolben laufen. Die Kolben stützen sich analog zur Schrägachsenmaschine über gelenkige Lager an einer Gleitscheibe ab. Bei Schrägstellung der Scheibe (bei Verstellmaschinen kann die Stellung der Scheibe dazu verändert werden) führen die Kolben eine Hubbewegung aus, wenn die Pumpenwelle angetrieben wird (bzw. die Abtriebswelle führt eine Drehbewegung aus, wenn auf die Kolben Druck einwirkt).
Der Unterschied zur Schrägachsenmaschine liegt eben darin, dass hier die Pumpenwelle und das Zylindergehäuse stets parallel zueinander liegen und die Stellung der Scheibe davon abweicht, während bei der Schrägachsenmaschine die Gleitscheibe immer planar zum Wellenquerschnitt angebracht ist, und das Zylindergehäuse einen Winkel zur Welle aufweist.
Siehe auch: Axialkolbenmaschine